# Archidiocèse de Barranquilla
L'archidiocèse de Barranquilla (en latin : archidioecesis Barranquillensis ; en espagnol : arquidiócesis de Barranquilla) est un archidiocèse métropolitain de l'Église catholique en Colombie.

## Territoire

Il comprend les municipalités de Baranoa, Barranquilla, Campo de la Cruz, Candelaria, Galapa, Juan de Acosta, Luruaco, Malambo, Manatí, Palmar de Varela, Piojó, Polonuevo, Ponedera, Puerto Colombia, Repelón, Sabanagrande, Sabanalarga, Santa Lucía, Santo Tomas, Soledad, Suan, Tubará et Usiacurí dans le département d'Atlántico.
Il possède un territoire d'une superficie de 3 386 km2 divisé en 159 paroisses. Le siège archiépiscopal est dans la ville de Barranquilla où se trouve la cathédrale Marie-Reine.

## Histoire
Le diocèse de Barranquilla est érigé le 7 juillet 1932 par la constitution apostolique Maxime quidem du pape Pie XI en prenant une partie du territoire de l'archidiocèse de Carthagène des Indesdont Barranquilla devient suffragant.
Par la lettre apostolique Quemadmodum plantariis du 5 décembre 1949, le pape Pie XII reconnaît saint Joseph comme patron principal du diocèse.
Il est élevé au rang d'archidiocèse métropolitain le 25 avril 1969 par la constitution apostolique Recta rerum du pape Paul VIavec les diocèses de Santa Marta et Valledupar comme suffragants.
Le 7 juillet 1982, l'église San Nicolás de Tolentino célèbre le cinquantième anniversaire de son titre de pro-cathédrale de Barranquilla; cependant, le 20 juillet suivant, le Saint-Siège décrète que ce titre revient maintenant à l'église de Marie-Reine. Elle est consacrée comme nouvelle cathédrale de Barranquilla le 21 août 1982 par Angelo Acerbi, nonce apostolique de Colombie (en). Elle est visitée par le pape Jean-Paul II le 7 juillet 1986.
L'archidiocèse parraine quelques collèges grâce à une association fondée le 3 janvier 2007.

## Évêques et archevêques
évêques
- Luis Calixto Leiva Charry (21 novembre 1933 - 16 mai 1939)
  - Sede vacante (1939-1942)
- Julio Caicedo Téllez, S.D.B (26 juin 1942 - 23 février 1948) nommé évêque de Cali
- Jesús Antonio Castro Becerra (19 août 1948 - 18 décembre 1952) nommé évêque de Palmira
- Francisco Galicien Pérez (3 février 1953 - 18 décembre 1958) nommé évêque de Cali
- Germán Villa Gaviria, C.I.M (3 février 1959 - 25 avril 1969) devient archevêque de Barranquilla

archevêques
- Germán Villa Gaviria, C.I.M (25 avril 1969 - 11 mai 1987)
- Félix María Torres Parra (11 mai 1987 - 18 mars 1999)
- Rubén Salazar Gómez (18 mars 1999 - 8 juillet 2010)[9]nommé archevêque de Bogota
- Jairo Jaramillo Monsalve (13 novembre 2010 - 14 novembre 2017)[10],[11]
- Pablo Emiro Salles Anteliz depuis le 14 novembre 2017